# Muž z Acapulca
Muž z Acapulca (originální název Le Magnifique) je filmová komedie s parodickým námětem. Film byl natočený ve francouzsko-italské koprodukci v roce 1973. Hlavní dvojroli spisovatele Françoise Merlina a jeho románové postavy Boba Saint-Claira ztvárnil Jean-Paul Belmondo. Další dvojroli ve filmu vytvořila Jacqueline Bisset: hraje Merlinovu sousedku Christine a zároveň další románovou postavu, Ariannu. Ve filmu se vyskytují i další dvojrole, promítající postavy z Merlinovy "reality" do prostředí jeho románu.

## Děj
Bob Saint-Clair je nejrafinovanější agent na světě. Jeho osudy se prolínají s příběhem jeho autora, spisovatele brakových románů Françoise Merlina. Ten snil vždy o napsání kvalitní knihy, právě však dokončuje další román o příhodách nepřemožitelného agenta. Na rozdíl od Boba se však potýká se všedními starostmi a také s nedostatkem peněz, a to navzdory skutečnosti, že jeho romány hltají milióny čtenářů. François si svoje trable kompenzuje tak, že lidi, kteří mu znepříjemňují život, přenese do svých románů jako záporné postavy, s nimiž se jeho agent Saint-Clair vypořádá. Svého lakomého nakladatele Charrona, který mu odmítá vyplatit zálohu, ačkoliv na něm vydělává velké peníze, François promítne do postavy Saint-Clairova úhlavního nepřítele Karpofa. Arianna má svůj předobraz v půvabné Françoisově sousedce, studentce sociologie Christine. Ta si jednoho dne vypůjčí od Françoise jeho knihy, aby mohla napsat studii o důvodech obliby podobné literatury. François si to vyloží po svém a začne se o Christine zajímat. Na rozdíl od svého románového hrdiny však úspěch neslaví, a tak se rozhodne svého agenta zničit.

## Obsazení
| Herec              | Role            | Románová postava |
| ------------------ | --------------- | ---------------- |
| Jean-Paul Belmondo | François Merlin | Bob Saint-Clair  |
| Jacqueline Bisset  | Christine       | Arianna          |
| Vittorio Caprioli  | Charron         | Kerpof           |

## Poznámka
- Film je dějově i žánrově dosti podobný americkému snímku Paříž, když to hoří z roku 1964, kde podobnou dvojroli hráli William Holden a Audrey Hepburnová.

## Zajímavost
- V originálním znění je hlavní zloduch Karpov albánským agentem, ale v českém dabingu byl z politických důvodů přejmenován na Kerpofa a Albánie vyměněna za fiktivní republiku Marina Veneta. Rovněž jméno hlavní hrdinky bylo změněno z Taťány na Ariannu podle společnosti Les films Ariane, která film produkovala.[1]
- Francouzský DJ Bob Sinclar si zvolil svůj pseudonym podle hlavní postavy. Jméno agenta totiž není ve filmu nikde napsáno a ve francouzském znění se vyslovuje jako Sinclair.

## Lokace
- Merlinův byt se nachází v čísle 17 na rue des Tournelles.[2] Dalšími pařížskými lokalitami, které se ve filmu objeví, jsou Place de la Concorde, Jardin des Plantes a rue Tournefort. Scéna z „Bagdádu“ se točila před Velkou pařížskou mešitou. Část děje, která se odehrává v Mexiku, byla natáčena v Puerto Vallarta a Teotihuacánu.